# Zapisovanje antičnih imen
Pri slovenjenju starogrških in latinskih imen imamo več problemov, ki se kažejo skozi neenotnost pravil za njihovo podomačevanje v Slovenskem pravopisu iz leta 2001. Do različnega prevzemanja antičnih imen prihaja zaradi številnih posebnosti, različne tradicije, pa tudi neusklajenosti v filološki stroki ter med slovenisti in filologi. Slovenski pravopis ne vzpostavlja sistema za slovenjenje antičnih imen, ampak le ugotavlja obstoječe stanje in ponuja nekaj vzporednih rešitev. Obravnava le najbolj ustaljene oblike, ki ne morejo predstavljati vzorcev za podomačevanje, glede rabe končnic pa ponekod dopušča dvojnice (Menelaj, Enej, Ovidij – Menelaos, Eneas, Ovidius). Pravil za slovenjenje antičnih imen torej še nimamo.

## Slovenjenje antičnih imen v SP 2001
- Antična imena so prevzeta v slovenski knjižni jezik, glede na stopnjo poslovenitve pa so popolnoma poslovenjena (Zevs).

- Grška imena prečrkujemo v slovensko latinico. Pri podomačevanju latinskih imen izhajamo iz latinične pisave.

- Pisno podobo prevzetih osebnih lastnih imen načeloma ohranjamo (Schiller), imena grško-rimskega sveta (Ezop, Evripid, Plavt/us/, Horac/ij/) ali imena, prevzeta prek latinščine in grščine (Darej, Elija, Kristus, Jogurta), pa podomačujemo.

- Podomačujemo tudi stvarna lastna imena: Odiseja, Metamorfoze.

- Podomačena lastna in druga imena sklanjamo po prvi moški sklanjatvi (Hefajst, Hefajsta) in prvi ženski sklanjatvi (Evterpa, Evterpe).

- Imena moškega spola na -as in -a lahko sklanjamo tudi po drugi moški sklanjatvi: Leonidas → Leonide, Seneka→Seneke, Fimbrija → Fimbrije.

- Končnice imen na -as, -es, -is, -os, -us, -um lahko opuščamo (Leonidas, Avgias, Aristoteles, Juvenalis, Arhilohos, Tacitus, Tarentum – Aristotel, Tacit), osnove na samoglasnik pa se pri tem daljšajo z -j: (Avgias, Manelaos, Livius, Lacium – Avgij, Menelaj, Livij, Lacij).

- Pri besedah grškega in latinskega izvora se od rodilnika naprej osnova lahko neobvezno premenjuje (Nepos, Nepota).

- Daljšanje s -t: S -t se podaljšujejo tudi nekatera grška imena z imenovalnikom na soglasnik: Ksenofon -ta, Ajas -anta. Pri teh imenih je daljša osnova pogostna že v imenovalniku (Ksenofont, Ajant).

## Primeri nekaterih skupin antičnih imen

### Latinska imena moškega spola na-iusali-eius
- v prvi polovici 19. stol. so se pod nemškim vplivom uveljavile skrajšane oblike: Horac namesto Horacij; Ovid nam. Ovidij; Properc nam. Propercij; Terenc nam. Terencij; Vergil nam. Vergilij... Danes jih slovenimo s končnicama -ij in -ej.
- nekatere iztočnice imajo dvojnice (skrajšane in neskrajšane oblike): Horac – Horacij; Ovid – Ovidij; Lukrec – Lukrecij; toda samo: Propercij, Terencij, Salustij, Prudencij.
- včasih je pri iztočnici navedena manj običajna oblika s končnico -ius, npr. Horacij → tudi Horacius; Ovidij → tudi Ovidius; Terencij → tudi Terencius; Salustij → tudi Salustius; Aetij → tudi Aetius; Pompej → tudi Pompeius. Vendar samo: Antonij, Livij, Prudencij, Boetij...

### Grška moška imena na-asin-ias; latinska imena tipaSeneka
- takih imen je v SP 2001 veliko, vendar je skupina zaradi tradicije in ustaljene rabe pri slovenjenju nehomogena: Pitagora -e; Epaminodas -a; Leonid -a; Avgij -a ...
- glede sklanjatve je v SP 2001 dopuščena variantnost: Anaksagora -e in Anaksagora -a; Pitagora -e in Pitagora -a; Protagora -e in Protagora -a; toda: Leonid -a, Georgij -a
- oblike pridevnikov Anaksagorin -a -o, Pitagorin -a -o Slovenski pravopis označuje kot prepovedane (npr. Pitagorina knjiga).
- nekatere poslovenjene oblike tega tipa, ki izhajajo iz tradicije in ustaljene rabe, izstopajo iz običajnega vzorca, npr. Georgij -a, tudi Georgias; Leonid -a, tudi Leonidas; Avgij -a
- dve imeni sta prevzeti iz latinske tradicije (ne neposredno iz grščine); njuna raba se je tradicionalno uveljavila: Epaminodas -da in Avgij –a
- pri latinskih imenih tipa Seneka v SP 2001 ni posebnosti (Seneka -e; Agripa -e); enako kot pri grških imenih glede izbire sklanjatve velja načelo variantnosti
- pridevniški obliki Senekin in Agripin pa sta označeni kot prepovedani (npr. Senekina knjiga)

### Imena tipaSofoklej,Periklej,Heraklej
- v grščini se končujejo na [-kles] oz. na [-klês], v slovenščini pa se uporabljajo oblike, ki se končujejo na -ej: Damoklej -a; Heraklej -a; Periklej -a; Poliklej -a; Sofoklej -a; Temistoklej -a ... V filološki stroki je uveljavljena raba oblik Damokles, Herakles, Perikles, Polikles, Sofokles, Temistokles (rod. Damokla, Herakla, Perikla, Sofokla, Temistokla), ki so v SP 2001 navedene kot možne dvojnice, a ne vselej, npr. samo Periklej; samo Poliklej.

### Imena tipaOdisej,Pelej,Prometej
- pri nekaterih od teh imen pravopis navaja tudi različice s končnico -eus, npr. Odisej → tudi Odiseus; Prometej → tudi Prometeus; Orfej → tudi Orfeus; Protej → tudi Proteus. Toda samo: Egej, Pelej, Antej, Morfej, Perzej, Pirej
- posebnost je ime Ahil -a, za katerega SP navaja tudi različico Ahiles – ta se pojavlja v prvih slovenskih prevodih Homerja, prav tako tudi v Sovretovem prevodu; če Peleus slovenimo Pelej, Odysseus Odisej, Atreus Atrej itn. bi bila za Akhilleus po analogiji poslovenjena oblika Ahilej (vpliv metrike)

### Imena tipaCiceron
- sklanjamo po naslednjem načinu: Ciceron -ona; Katon -ona; Scipion -ona; Rubikon -ona
- končni -n iz osnove nastopa tudi v imenovalniški obliki in nakazuje tudi rodilniško obliko. Pri iztočnicah je kot dvojnica pogosto zapisana  uporabljena oblika brez končnega -n v imenovalniku (Cicero; Kato; Scipio)

- Jože, Toporišič. Slovenski pravopis. Ljubljana: SAZU in ZRC SAZU, 2001
- Matej Hriberšek, 2016: Kratek očrt zgodovine slovenjenja antičnih imen od Pohlina do Slovenskega pravopisa (2001). TOPORIŠIČEVA Obdobja. 421–428.
- Bronislava Aubelj, 1997: Antična imena po slovensko. Ljubljana.